# Chen Qiang
Chen Qiang (en mandarín, 陳強, nombre de nacimiento, Chen Qingsan (Ningjin, Hebei, 11 de noviembre de 1918 - Beijing, 26 de junio de 2012) fue un actor y cómico chino, conocido por sus papeles en Los demonios en mi puerta, El destacamento rojo de mujeres y Together (Juntos).

## Biografía
Comenzó a actuar en 1947, interpretando más de 40 papeles diferentes a lo largo de su carrera.
Debuta con una película de Dongbei contraria al ejército de Chiang Kai-shek. Apareció en la primera película de la República Popular China, Qiao, así como en otras producciones del estudio de cinema de Changchun como La chica de los cabellos blancos. Sobre esta última película, se especializó en roles de antagonista, siendo especialmente recordado en el papel de Nan Batien en El destacamento rojo de mujeres, que le valió un premio en el festival de las cien flores. Se dice que lo hacía tan bien que la gente no era capaz de diferenciar la persona real de los personajes, que había gente que tiraba verduras a la pantalla cuando aparecía, y que una vez un soldado apuntó su arma contra él.
A partir de los 60 comienza a sobresalir como actor cómico, y a partir de los 80, rueda una serie de películas sobre la juventud urbana llamada Erzi. Estas últimas películas estaban protagonizadas por su hijo Chen Peisi. Sus últimos años siguió trabajando con su hijo, también un actor y cómico muy conocido en el país. Chen tenía otro hijo, Chen Buda, y una hija, Chen Lida.
En 2005, coincidiendo con el centenario del nacimiento de la industria cinematográfica china, la China Film Performance Art Academy lo eligió como uno de los 100 mejores actores de la historia del cine chino.